# Bitka za Zenicu 1993.

## Prije borbe
Zbog srpske agresije na BiH, u Zenicu i okolicu slilo se mnogo muslimansko-bošnjačkih izbjeglica i prognanika. 
No prije bošnjačke službene inačice početka rata u travnju 1992., još veljače 1992. Armija BiH, mjesecima prije nego što je VRS osvojila Jajce, Dobretić i Kotor-Varoš, imala je plan za osvajanjem Središnje Bosne. Veljače 1992. bilo je prvo veliko vojno savjetovanje u selu Mehuriću kod Travnika, poznato poslije po mudžahedinskom vojnom logoru i zatvoreničkom logoru za Hrvate. Sefer Halilović ustvrdio je tad da postoji 70 tisuća naoružanih vojnika "koji će silom spriječiti uspostavu HZHB u Središnjoj Bosni".
Već svibnja 1992. godine bili su napeti odnosi između Muslimana-Bošnjaka i Hrvata.
Sredinom 1992. srednjobosanske organizacije HDZ BiH i SDA ratovale su priopćenjima, gdje je SDA neutemeljeno optuživala HDZ za „podjelu Bosne“, zaboravljajući prijašnje ponude Izetbegovića Karadžiću, te za „uspostavu nelegitimne Hrvatske Republike Herceg- Bosne“, a HDZ BiH skretao je pozornost na to priopćenjima da „SDA stvara islamsku republiku u srcu Europe u kojoj Hrvatima nema mjesta“. Šikarniranja Hrvata počela su još te godine pa su Hrvati iz Zenice slali apele već ljeta 1992. godine. Hrvate su Muslimani masovno otpuštali iz javnih poduzeća, RTV Zenica o Hrvatima je govorila kao „ustašama“, muslimanski mediji umanjivali su doprinos zeničkih brigada HVO-a u borbi protiv VRS, pa su bili prvi incidenti i ubojstva. Srbi Središnje Bosne uglavnom su napustili ove prostore, a preostali su bili uz HVO-u. Držali su se dogovora te HVO-u predali oružje i vojarne JNA u Središnjoj Bosni, te priznali lojalnost HVO-u.
29. kolovoza 1992. TO BiH aktivirala je tobože "obrambeni" Plan Be, u stvari muslimanskobošnjački osvajački plan, kako je tijek događaja pokazao. Premda su još trajala grčevita borba za Jajce, Muslimani su listopada 1992. poduzeli masovna razoružavanja pripadnika HVO-a u Novom Travniku i Zenici. 20. listopada 1992. jugozapadno od Zenice, kod Ahmića, pripadnici Armije BiH po nalogu Envera Hadžihasanovića, zapovjednika 3. korpusa Armije BiH blokirali su glavnu prometnicu i odbili propustiti pripadnike HVO-a na putu za prijeko potrebnu obranu jajačkog prolaza i Jajca koje se još borilo. Jasno je Armija BiH pokazala da zaista planira ofenzive protiv HVO-a i podjelu Središnje Bosne na enklave.
No za borbu su došli i muslimani iz islamskih zemalja, često skriveni kao humanitarni djelatnici. Ali, cilj nije bio vraćanje izgubljenog teritorija i povratak u svoj rodni kraj koji su im okupirali Srbi, nego zloporaba hrvatskog gostoprimstva i gramzivost za tuđim. Namjesto zbivanja ljudi u zajedničkoj nevolji, ruka pomoći zlorabljena je, a dobročiniteljima Hrvatima zadan je izdajnički udarac. Grad je snažno obojen u islamsko obilježje. Po sebi to nije bio problem jer takva privremena promjena demografske slike, kako se onda mislilo, mogla je pridonijeti tome, jer izbjeglice i prognanici nisu zatajile sebe. No, navidiku je bila velika netolerancija prema katolicima. Kino Metalurg pretvoreno je u Balkanski islamski centar, obojen u zeleno i u njega su smjeli samo izabrani.
Već 1. siječnja 1993. muslimanske snage su protjerale Hrvate iz hrvatskog dijela Zenice i odmah se uselili u njihove kuće.
Uz već postojeće napade na Hrvate po okolnoj Bosni i Hercegovini, Hrvati zeničke općine često su doživljavali teška maltretiranja i ponižavanja. Ostajali su bez radnih mjesta i izgonili su iz iz stanova i kuća.
26. siječnja 1993. pripadnici 7. Muslimanske brigade Armije RBiH napravili su Dusini, ubivši devetoro hrvatskih civila a zapovjedniku zeničkog HVO-a Zvonku Rajiću izvadili srce.

## Borba
14. travnja Muslimani su planski zatvorili svaku komunikaciju. Potpuno su blokirali cestu od Novog Travnika do Uskoplja i njome su se smjeli služiti koristiti samo UNPRFOR i Armija BiH.
15. travnja Muslimani su poduzeli veliki napad na HVO na Vitez, Busovaču, Kiseljak, Zenicu, Kakanj, Fojnicu. Iz sveg raspoloživog napale su Vitez, snažno topničko-pješački napali Busovaču sa šest brigada iz Zenice i Kaknja. Mudžahedini su oteli zapovjednika zeničkog HVO-a Živka Totića. U divljačkom napadu mudžahedina na Totića poginula su još četvorica vojnika HVO-a te jedan civil – prolaznik. Nešto prije ubili su vojnika zeničkog HVO-a na straži Slavka Puđu. Radi napada na Travnik, autobusi s vojnicima Armije BiH pošli su iz Zenice preko Guče Gore u Travnik da ih Hrvati ne bi vidjeli.
Napali su 15. travnja u zeničkoj općini sela Čajdraš i Podbriježje, rano ujutro u 5:30h sveopći napad na sjedište HVO, masakr nad hrvatskim pučanstvom masakr. Ispred crkve u Čajdrašu strijeljali su civile i vojnike ispred crkve u Čajdrašu, uhitili 424 bojovnika HVO-a koje su zatočili u KPD i Rudnik. Broj zatočenih u KPD Zenica narastao je na 505 gdje su ih maltretirali i tukli. Od ta maltretiranja preminuo je predsjednik HDZ-a Zenica Slavko Miletić. 15. travnja protjerali su iz Zenice 15 tisuća Hrvata. Kroz 25 logora prošlo je 1986 Hrvata, od kojih su najzloglasniji bili Muzička škola i KPD Zenica. Okrutno su ubili 48 civila, poginulo je 78 vojnika HVO-a i ubili su šestoro djece.
Opća hajka na pripadnike HVO u Zenici bila je 17. travnja 1993. godine. 18. travnja izbila je žestoka bitka. 18. travnja 1993. godine postrojbe Armije BiH počinile su ratni zločin nad Hrvatima nastanjenim u selu Šušnju. Ubili su najmanje 30 Hrvata, a ostale Hrvate iz tog sela su protjerali.
13. svibnja 1992. Matea Jurić poginula je u unakrsnoj vatri između jedinica bivše JNA i pripadnika jedinica teritorijalne odbrane ARBiH, dok se s roditeljima vozila u putničkom automobilu. Tom prilikom ranjena je i njena majka Slavica i Matea je postala time prva civilna žrtva u Zenici. Civile su naoružani MOS-ovci odvodili iz domova. Postojanje ovog logora u središtu grada potvrdio je UN i ICRC. ICRC je potvrdio 6 logora pod vlašću BiH vlade ili Muslimanskih snaga, a broj zatočenih na oko 500 zatočenika. Broj iz ICRC-ova podatka odudara od stvarnosti. Armija BiH i HVO vodile su žestoku bitku od 18. travnja do 8. lipnja 1993. godine. Nakon bitke muslimansko-bošnjačke snage zatočile su 520 Hrvata u zatvor Zenica. Hrvate su prisilili napustiti Zenicu. Preostale su htjeli mobilizirati, a one koji se nisu odazvali mobilizaciji, suđeni su i poslani u zatvor (70 osoba) ili u logor Muzičku školu (15 osoba). Radio Zenica na čelu s novinarom Adamirom Jerkovićem otvoreno je raspirivao mržnju prema Hrvatima. Od nečovječnog postupanja umrlo je novorođenče u zeničkoj bolnici. Rodilja je izbačena 24. travnja 1993. godine, jer je liječnik odbio pružiti pomoć novorođenčetu uz riječi: "Zato što je otac djeteta pripadnik HVO-a.", a zbog neprimljene pomoći dijete je umrlo. 28. travnja 1993. godine katolički svećenici zeničke općine izdali su priopćenje zeničkoj i svjetskoj javnosti u kojemu govore o nevoljama katolika i pozivaju se na kršćansko načelo "ne čini drugome ono što ne želiš da drugi tebi učine". U zeničkoj općini Hrvati su ubijani po selima na krajnje okrutan način, uključujući i nemoćne Muslimane za koje su se Hrvati brinuli. Ističe se pokolj u Šušnju. Među ubijenima je i otac poznatog mirovnjaka i profesora na sarajevskoj franjevačkoj Teologiji fra Ive Markovića. Protiv počinitelja zločina u Šušnju general Armije BiH Stjepan Šiber je pokrenuo istragu, no ništa. Hrvati optužuju zeničkog gradonačelnika Besima Spahića što nije štitio svoje građane Hrvate. Kaznene prijave Hrvati su podnijeli protiv Ramiza Džafirovića, predsjednika općinske vlade, Fuada Džidića, sociologa, ministra koordinatora za religiju u općinskoj vladi, Ervina Bašića zvanog Strela, zapovjednika Zelene legije, Šerifa Patkovića, jednoga od zapovjednika zloglasne 7. muslimanske brigade, Mahmuta ef. Karalića, ideologa te brigade i niz drugih Muslimana-Bošnjaka. Borbe su potrajale do 8. lipnja 1993. godine.

## Posljedice
U drugoj ofenzivi Armije BiH Zenica je pala. Nakon progona, brigade HVO-a Zenice izbjegle su najviše u Vitez gdje su nastavile braniti Lašvansku dolinu.
Na hrvatskim stratištima u općini Zenica za sukoba Armije BiH i HVO-a bilo je 156 žrtava. Ubijena su 82 zarobljena vojnika HVO-a te 74 civila od čega troje djece i 71 odrasla osoba. Rezultat muslimansko-bošnjačke agresije na prostore bosanskohercegovačkih Hrvata zeničke općine je progon 14 tisuća Hrvata.
Prema mjestu i nadnevku pogibije: u selu Dusini 26. siječnja 1993. bilo je 10 žrtava, u Čajdrašu 2. travnja 2, u Podbrežju 15. travnja 4, u Grmu 18. travnja 6, u Šušnju 18. travnja najmanje 30, u Stranjanima u travnju 3, u selu Zahdlijama 4, u selu Želju travnja 1993. 12, u Šušnju 5. lipnja 17 i u Čajdrašu/Talniku 24. prosinca 3 žrtve.